# Serbatoio autosigillante
Il serbatoio autosigillante o serbatoio autostagnante è un tipo di serbatoio con tecnologia aeronautica sviluppata durante la seconda guerra mondiale, quando divenne evidente che gli aerei da caccia erano carenti di adeguata protezione. In aggiunta quindi ai rinforzi strutturali, i serbatoi autosigillanti svolgono un'azione di protezione sia per il pilota sia per l'aereo.
Accorgimenti simili a quelli impiegati in questo tipo di serbatoi sono impiegati per gli pneumatici antiforatura (o le relative camere d'aria).

## Costruzione
I serbatoi autosigillanti sono strutturati con due strati di gomma, uno vulcanizzato e l'altro no. Se un serbatoio viene forato, il combustibile fuoriuscente si versa sui diversi strati impregnandoli e provocandone l'espansione, ottenendo così l'otturazione dell'apertura.

## Seconda guerra mondiale
Nelle più recenti generazioni pre-belliche e nei velivoli del primo periodo del conflitto, i serbatoi erano convenzionali e, quando colpiti dal fuoco nemico, facevano fuoriuscire il combustibile rapidamente. Non solo questo riduceva l'effettiva autonomia dell'aereo, ma rischiava l'ulteriore rottura del serbatoio stesso, con la conseguente e possibile distruzione della struttura circostante o del danneggiamento del profilo aerodinamico dell'aereo.
Tentativo successivo di proteggere i serbatoi fu quello di costruirli di metallo, ricoperto internamente o esteriormente di un materiale che si espandesse dopo essere stato bucato. Le ricerche rivelarono che il problema maggiore era rappresentato più che dall'ingresso di un proiettile, dalla sua fuoriuscita, in quanto il secondo foro era notevolmente più grande di quello d'entrata.
La soluzione fu di creare un contenitore flessibile, costituito da un materiale auto-sigillante come la gomma vulcanizzata e con quante meno cuciture e saldature possibili. Molto presto i test dimostrarono che l'impatto poteva deformare un serbatoio ma la cella in gomma poteva attutire e dissipare l'energia dell'urto contraendosi e dilatandosi senza rotture. I serbatoi della marina americana durante la guerra erano capaci di reggere ai danni di proiettili calibro .50 e, in alcuni casi, anche cartucce da 20 mm.
Non tutti i caccia erano compatibili e adatti per la nuova invenzione. Quelli che lo furono, comunque, dimostrarono ampiamente con le loro percentuali di vittoria, soprattutto nello scenario dell'Oceano Pacifico, che i caccia americani protetti con questa nuova tecnologia subivano eventualmente danneggiamenti notevolmente inferiori agli omologhi giapponesi, sprovvisti di tale miglioria.

## Uso moderno
La maggior parte degli aerei da caccia odierni adottano alcuni tipi di serbatoi auto-sigillanti anche se le grandi altitudini raggiunte richiedono che i serbatoi siano pressurizzati e quindi inficino in parte l'effetto auto-sigillante. Le più recenti tecnologie hanno comunque apportato degli sviluppi come l'utilizzo di schiume inerti che prevengono la detonazione del combustibile in caso di foratura.